# 碎管螺
碎管螺（学名：Phaedusa elisabethae），是柄眼目烟管蜗牛科烟管蜗牛属的一种。主要分布于中国大陆，常栖息在阴暗潮湿、多腐殖质的环境。